# Patrik Lichý
Patrik Lichý (* 22. September 1992) ist ein ehemaliger slowakischer Skispringer.

## Werdegang
Lichý, der für den SK Kartik Banská Bystrica startet, gab sein internationales Debüt im August 2008 im Rahmen des FIS-Cups. Dabei blieb er jedoch in seinen ersten Springen ohne große Erfolge. Bei den Junioren-Weltmeisterschaften 2009 in Štrbské Pleso startete er im Einzel, wurde jedoch disqualifiziert. Ein Jahr später nach einer weiteren erfolglosen Saison im FIS-Cup startete er bei den ei den Junioren-Weltmeisterschaften 2010 in Hinterzarten und erreichte dabei Rang 42. Im Juli 2010 gelang Lichý in Villach erstmals der Sprung in die Punkteränge. Knapp zwei Wochen später erreichte er sein erstes Top-10-Resultat.
Im September 2010 gab Lichý sein Debüt im Skisprung-Continental-Cup, blieb dabei jedoch in beiden Springen in Almaty ohne Punkte. Bei den Junioren-Weltmeisterschaften 2011 in Otepää sprang er auf den 49. Platz. Ab Februar 2011 wechselte er fest in den Continental-Cup-Kader, blieb jedoch auch bis zum Ende der Saison 2010/11 sowie im Sommer 2011 ohne Punkterfolg. Auch in der Saison 2011/12 blieb er weit hinter den Punkterängen zurück und landete meist nur weit abgeschlagen auf hinteren Plätzen.
Bei den Junioren-Weltmeisterschaften 2012 in Erzurum wiederholte er seine Leistung aus dem Vorjahr und sprang erneut auf Platz 49. Trotz auch in der Folge durchwachsener und erfolgloser Springen, gehörte er im Februar 2013 zum slowakischen Kader für die Nordischen Skiweltmeisterschaften 2013 im Val di Fiemme. In beiden Einzelspringen verpasste er jedoch die Qualifikation und wurde schlussendlich als 51. von der Normal- und 52. von der Großschanze gewertet.
Zur Saison 2013/13 wechselte Lichý erneut in den FIS-Cup und erreichte in Frenštát pod Radhoštěm auf Anhieb wieder eine Top-20-Platzierung.

## Erfolge

### FIS-Cup-Platzierungen
| Saison  | Platz | Punkte |
| ------- | ----- | ------ |
| 2010/11 | 043.  | 118    |
| 2011/12 | 203.  | 013    |
| 2012/13 | 105.  | 048    |
| 2013/14 | 226.  | 011    |